# Lorena Ochoa

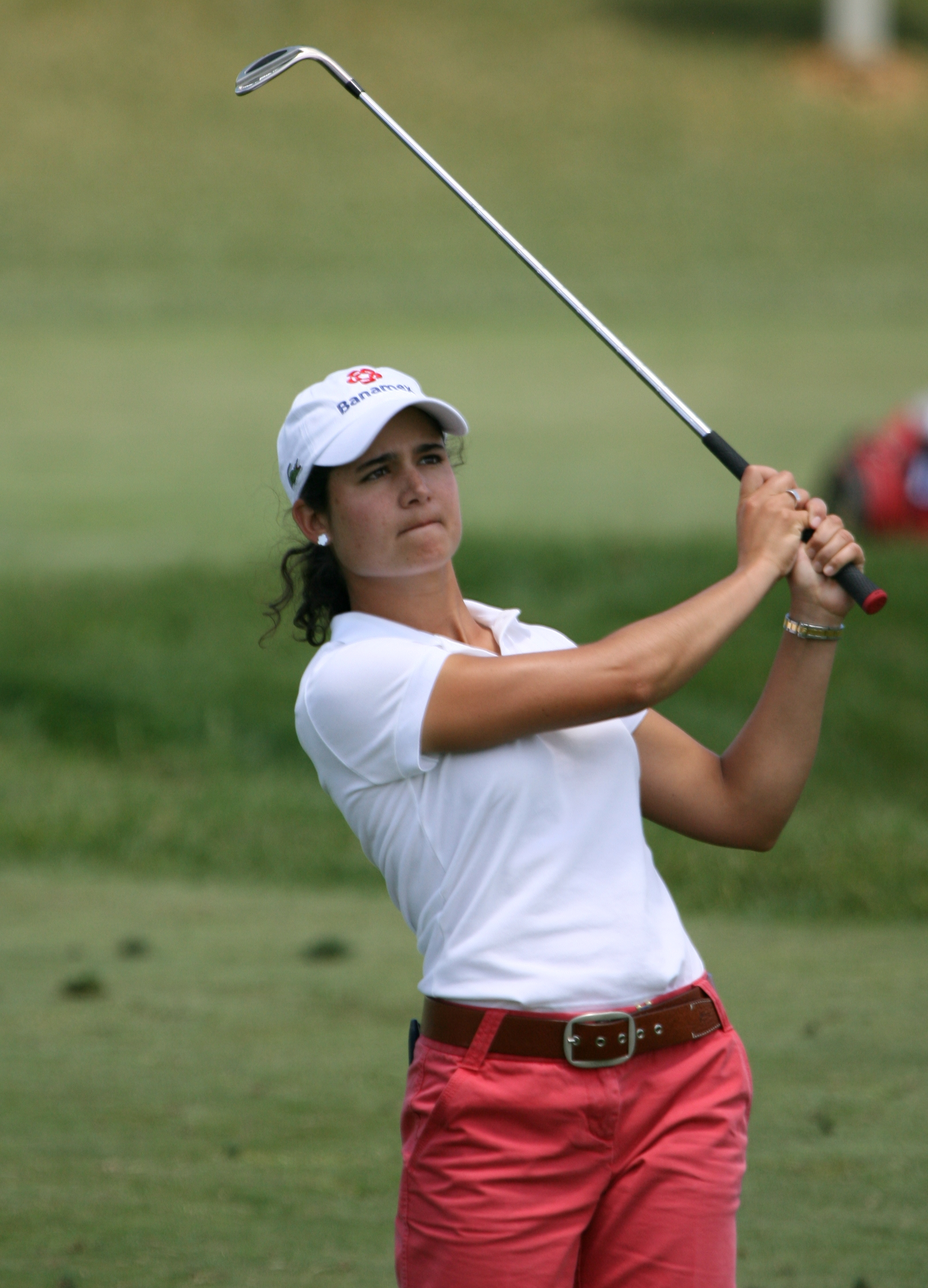

Lorena Ochoa (Guadalajara, 15 november 1981) is een Mexicaanse golfprofessional. Zij speelde op de Amerikaanse Tour.

## Carrière
Ochoa is de eerste Mexicaanse vrouwelijke golfer die aan de top van de wereldranglijst staat. Eind 2002 werd ze professional en sindsdien heeft ze dertig overwinningen behaald. In 2007 won ze haar eerste major, het Brits Open op de Old Course van St Andrews.
In 2008 won ze vier van de eerste zeven wedstrijden: HSBC Women's Champions, Safeway International, Kraft Nabisco Championship en Corona Championship. 
Nadat Ochoa drie jaar lang de nummer 1 van de wereld was, liet zij 2010 weten dat zij zich uit de Tour terugtrok. De nieuwe nummer 1 werd de Koreaanse Jiyai Shin.